# El Jebel
El Jebel es un lugar designado por el censo ubicado en el condado de Eagle en el estado estadounidense de Colorado. En el año 2000 tenía una población de 4488 habitantes y una densidad poblacional de 257,9 personas por km².

## Geografía
El Jebel se encuentra ubicada en las coordenadas 39°23′47″N 107°5′13″O / 39.39639, -107.08694.

## Demografía
Según la Oficina del Censo en 2000 los ingresos medios por hogar en la localidad eran de $ 60.685, y los ingresos medios por familia eran $ 62.047. Los hombres tenían unos ingresos medios de $ 37.073 frente a los $ 29.688 para las mujeres. La renta per cápita para la localidad era de $ 21.261. Alrededor del 9,4% de la población estaba por debajo del umbral de pobreza.